# Fajardo

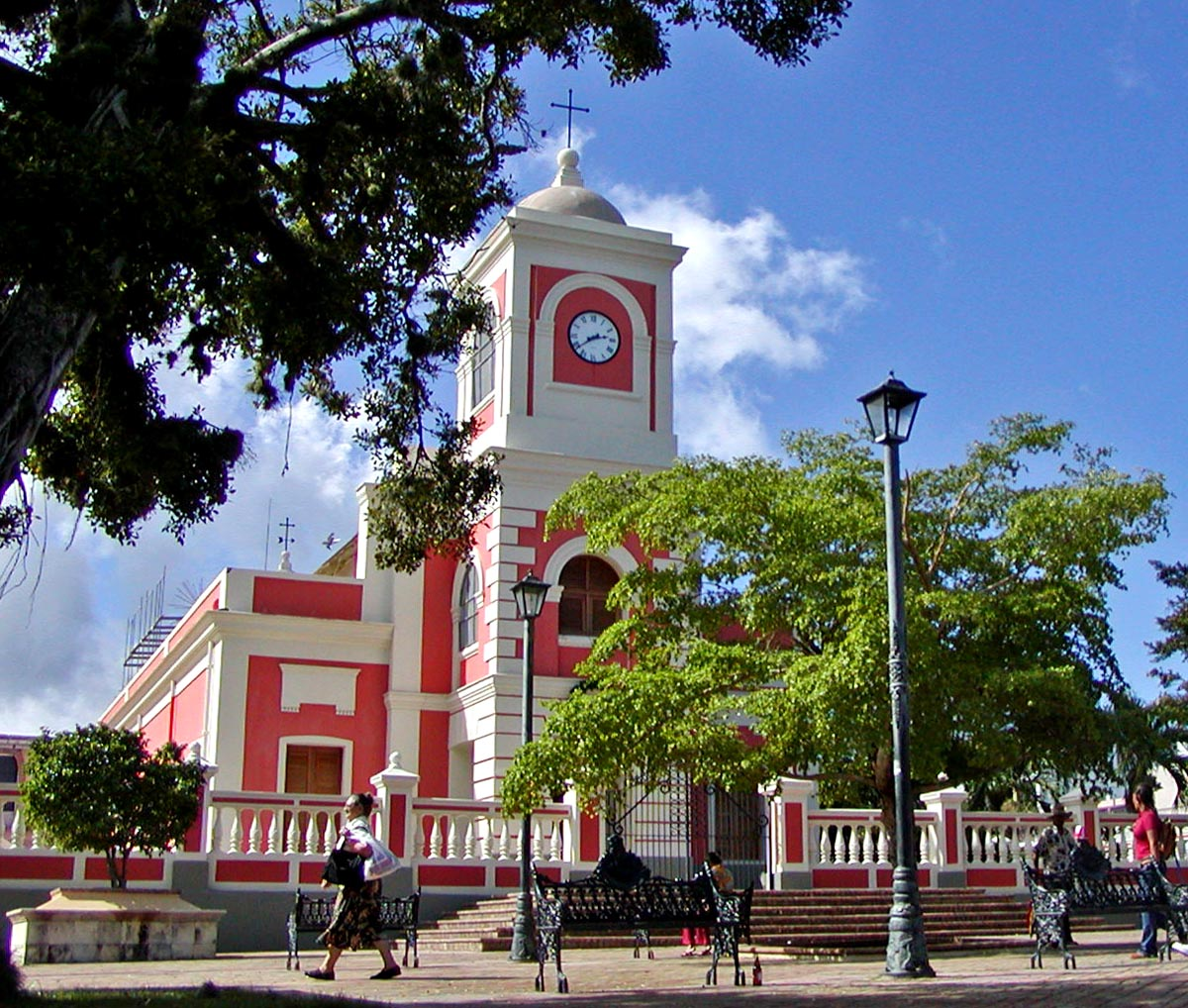
Iglesia en Fajardo.

Fajardo es uno de los 78 municipios del Estado Libre Asociado de Puerto Rico. En el Censo de 2010 tenía una población de 36 993 habitantes y una densidad poblacional de 135,6 personas por km². Fue fundado en 1760 por el colonizador español Juan Antonio Fajardo, de cuyo apellido proviene el nombre del municipio, y en 1772 fue llamado Villa de Fajardo . El municipio de Fajardo está organizado, territorialmente, en 8 barrios más el Fajardo Pueblo, el centro administrativo y principal pueblo del municipio.

## Geografía
Según la Oficina del Censo de los Estados Unidos, Fajardo tiene una superficie total de 272.8 km², de la cual 77,35 km² corresponden a tierra firme y (71,65 %) 195,45 km² es agua. Localizado en la región Este de la Isla; bordeado por el océano Atlántico, al norte de Ceiba y al este de Luquillo, Además Fajardo en conjunto con Canóvanas, Ceiba, Las Piedras, Luquillo, Naguabo y Río Grande son los pueblos que componen la Sierra de Luquillo. Fajardo incluso posee una de las pocas bahías bioluminiscentes del mundo.
Elevación: 40 metros 
Topografía: Las partes más elevadas de su territorio están hacia el Suroeste, en el barrio Río Arriba y constituye estribaciones de la Sierra de Luquillo. La altura de las mismas fluctúan entre los 200 y los 500 metros. El resto del territorio es llano como corresponde a los municipios situados en la llanura costanera del este.
Población: 36,993
Densidad Poblacional: 525.3 km² / 1,361.6 millas²

## Demografía
Según el censo de 2010, había 36.993 personas residiendo en Fajardo. La densidad de población era de 135,6 hab./km². De los 36 993 habitantes, Fajardo estaba compuesto por el 1,2 % blancos, el 0,3 % eran afroamericanos, el 0,02 % eran amerindios, el 0,12 % eran asiáticos, el 0,06 % eran de otras razas y el 0,06 % eran de una mezcla de razas. Del total de la población el 98,24 % eran hispanos o latinos de cualquier raza.

## Barrios
- Cabezas
- Demajagua
- Fajardo Pueblo
- Florencio
- Naranjo
- Quebrada Fajardo
- Quebrada Vueltas
- Río Arriba
- Sardinera

## Símbolos

### Bandera
Fajardo es el apellido gallego del hidalgo que descubrió el río del mismo nombre.
Simbolismo:
El balandro simboliza la navegación de la región. La bordura está cubierta por una malla que representa la que usan los pescadores en sus faenas. Las conchas simbolizan al Apóstol Santiago, Patrón del Pueblo.
Descripción de la Bandera:
De tipo rectangular, tricolor, compuesta de tres franjas. La primera superior de gules rojo simbolizando el color de la bordura del escudo. La segunda de centro de blanco plata simbolizando el color de las piezas principales que aparecen en blasón y su corona.  La tercera inferior de azul simbolizando el color del cielo y el mar de Fajardo. Al centro el escudo oficial de la Villa en sus colores naturales.

### Escudo
Blasón de forma cuadrilonga, redondeado en su forma inferior y timbrado de corona mural de tres piezas (torres). Trae por soportes, dos delfines y debajo de la base un volante con una inscripción «Santiago de Fajardo».
Simbolismo:
El azul representa el color del cielo y el mar en Puerto Rico y en heráldica simboliza el zafiro y su significado es: justicia, vigilancia, recreación, celo y lealtad de sus ciudadanos. El plata se manifiesta también por el color blanco y simboliza a la perla. Significa: humildad, inocencia, felicidad, pureza, templanza, franqueza, integridad, elocuencia, limpieza y vencimiento (sin sangre) de sus enemigos. El balandro simboliza la navegación recreativa de la región. Las gaviotas en vuelo simbolizan en la heráldica marina: la providencia, el auxilio y la prudencia de encontrarse cerca de la protección costera. Las ondas de plata representan las ondas del mar. La bordura es en heráldica de primer orden y simboliza protección y amparo de la villa. Su color gule (rojo) simboliza el Rubí y significa: valentía, nobleza, intrepidez, alegría, victoria, generosidad y honor. Las vaneras (conchas) simbolizan las usadas por el Apóstol Santiago, quien fuera el patrón de la villa en sus comienzos. Que sean ocho, representa los ocho barrios de Fajardo que son: Sardinera, Cabezas, Quebrada Vuelta, Demajagua, Río Arriba, Naranjo, Florencio y Quebrada Fajardo, que forman parte de la jurisdicción del Municipio. La malla que cubre la bordura simboliza la atarraya que usan los pescadores del litoral en sus faenas de pesca; producto este que más abunda en esa costa de la Isla. Los soportes ilustrados por delfines de oro simbolizan el mando que los hijos de esa comarca ejercen sobre el mar y sus riquezas pesqueras.

## Patrimonio

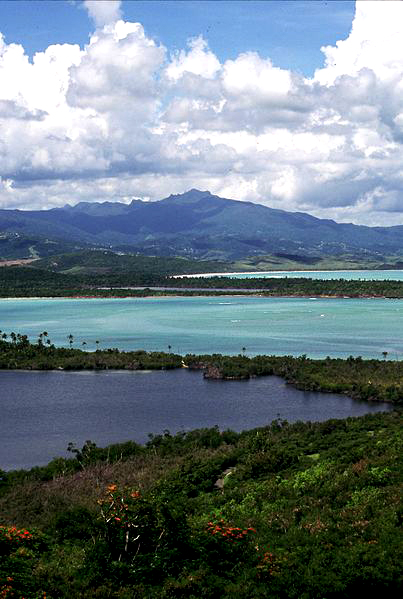
La bahía bioluminiscente, la bahía de Las Cabezas y el Bosque Nacional de El Yunque visto desde el Faro de la Reserva Natural Las Cabezas de San Juan

- Reserva Las Cabezas de San Juan - Las Cabezas de San Juan es una reserva natural que es una de las áreas más vírgenes de todo Puerto Rico al ser protegida, atrae a miles de turistas cada año.
- Faro de Las Cabezas de San Juan - Es uno de los faros más antiguos de todo Puerto Rico y el único de estos que se mantiene en uso proveyendo seguridad a la costa este.
- Balneario Seven Seas - Este balneario está catalogado como bandera azul que significa que cuenta con la aprobación de los parques nacionales de Puerto Rico y Estados Unidos al contar con servicios sanitarios, áreas recreativas, servicios para discapacitados, etc.
- Plaza Pública - Esta plaza es una de las más modernas de todo Puerto Rico pero conserva su encanto antiguo, por ejemplo posee internet wireless en todas sus áreas pero posee el encanto característico del viejo y antiguo mundo.
- Parroquia Santiago Apóstol (Catedral de la Diócesis de Fajardo-Humacao) - Esta iglesia está certificada por la Ciudad del Vaticano y por el Papa como una catedral al albergar en ella al obispo Eusebio Ramos Morales. Esta catedral se encuentra en la plaza pública.
- Bahía bioluminiscente - Esta bahía al igual que el faro son una de las atracciones de la reserva de Las Cabezas de San Juan, lo especial de esta bahía es que existen pocas de su tipo en el mundo. Esta bahía posee millones y millones de microorganismos que al mínimo movimiento del agua se tornan fluorescente.